# هلفيلة ليلية
هلفيلة ليلية (الاسم العلمي:Helvella vespertina) هي نوع من الفطريات تتبع جنس الهلفيلة من الفصيلة الهلفيلية.